# Литвиненко Марія Антонівна
Марія Антонівна Литвиненко (21 березня 1921, Друга Педашка — 18 лютого 2016, Харків) — радянська та українська історикиня та джерелознавчиня. Досліджувала робітничий рух на Донбасі та джерела з історії України XVIII сторіччя і Слобідської України. Авторка підручника з джерелознавства.

## Життєпис
Марія Литвиненко народилася 21 березня 1921 року у селі Друга Педашка, яке пізніше входило до складу Зачепилівського району. Вищу освіту здобувала на історичному факультеті Ленінградського державного університету (ЛДУ), куди поступила у 1939 році. Під час Німецько-радянської війни перебувала у блокадному Ленінграді, потім навчалася у Саратові, однак закінчила навчання у ЛДУ в 1944 році. Хоча їй пропонували залишитися працювати в Ленінграді, Марія Литвиненко вирішила повернутися до України. З 1945 року працювала асистентом та завідувачкою кабінету історії СРСР та УРСР у Харківському державному університеті. Протягом 1946—1948 років навчалася на аспірантурі при кафедрі історії СРСР та УРСР. Одночасно, з 1947 року, працювала викладачем у Харківському державному педагогічному інституті. У 1953 році під науковим керівництвом професора Степана Королівського захистила дисертацію на здобуття наукового ступеня кандидата історичних наук на тему «Робітники Донбасу у боротьбі за відбудову кам'яновугільної промисловості в період переходу до непу (1921—1922 рр.)». Через три роки повернулася до Харківського державного університету, де послідовно обіймала посади старшого викладача та доцента. У 1957 році стала однією з перших співробітників новоствореної кафедри історії України. Окрім загальних лекційних курсів з історії України та джерелознавства історії України читала студентам такі спецкурси: «Формування робітничого класу та його революційна боротьба на Україні в другій половині XIX ст.» та «Історія культури України періоду феодалізму». Також брала участь у проведенні вступних екзаменів, де за оцінкою колеги Івана Рибалки, екзаменатори «чуйно ставилися до вступників, намагалися об'єктивно оцінювати їх знання». У 1987 році пішла на пенсію, але продовжувала працювати кілька років на кафедрі за погодинною оплатою.
Померла Марія Литвиненко 18 лютого 2016 року, похована на Шостому міському кладовищі Харкова. У некролозі її характеризували так: «вимогливий і справедливий педагог, чуйна і глибоко порядна людина».

## Наукова діяльність
Марія Литвиненко досліджувала роль робітників Донбасу у відбудові кам'яновугільної промисловості в період закінчення Громадянської війни в Росії та початку Нової економічної політики. Займалася питаннями культурно-освітної роботи в Радянській Україні в 1921—1922 роках, її особливості та значенню. Також зробила великий внесок в дослідження джерел історії України XVIII сторіччя та Слобідської України. В біобібліографічному довіднику «Історики Харківського університету» називають дослідження Литвиненко з джерелознавства «вагомим досягненням української історичної науки 60-70 рр.».
В монографії «Джерела історії України XVIII ст.» (1970), Марія Литвиненко провела докладний аналіз актових та оповідних джерел доби Гетьманщини. У 1986 році, в співавторстві з Василем Довгополом та Романом Ляхом, опублікувала підручник «Джерелознавство історії Української РСР».

## Вибрані публікації
Всього Марія Литвиненко була авторкою понад 40 наукових, науково-популярних та навчально-методичних публікацій. Біобібліографічні видання виділяють такі роботи:
- Борьба шахтеров Донбасса за повышение производительности труда в первые годы новой экономической политики // Науч. зап. Харьк. пед. ин-та Ист. сер. — 1957 — Т. 19 — С. 41—64
- Нові книги про відбудову народного господарства України в 1921—1925 рр.: [Огляд літ.] / М. А. Литвиненко, Й—Ш. Х. Черномаз // УІЖ. — 1960 — № 3. — С. 135—140.
- Борьба шахтеров Донбасса за восстановление каменноугольной промышленности в период третьего похода Антанты // УЗХУ. — 1962. — Т. 129 : Тр. ист. ф-ту. — Т. 10. — С. 5—14.
- Ганна Хоперська: (Історико-біографічний нарис). — Харків: Прапор, 1964. — 66 с.
- «Топографическое описание Харьковского наместничества» як джерело для вивчення історії Слобідської України другої половини XVIII ст. // УІЖ. — 1966. — № 1. — С. 131—135.
- Генеральне слідство про маєтності як джерело історії України XVIII ст. // ПІН СРСР. — 1969. — Вип. 8. — С. 16—25.
- Джерела історії України XVIII ст. — Харків: ХДУ, 1970. — 204 с.
- Культурно-освітня робота на Україні в період переходу до НЕПу (1921—1922 рр.) // ПІН СРСР. — 1970. — Вип. 9. — С. 33—39.
- Джерелознавство історії Української РСР: навч. посіб. для студ. іст. ф-тів вузів. / В. М. Довгопол, М. А. Литвиненко, Р. Д. Лях. — Київ: Вища школа, 1986. — 239 с.
- Мої університети // Проблеми періодизації історії та історіографічного процесу: Харківський історіографічний збірник. — 2002. — Вип. 5. — С. 128—134.